# 단바오야마역
단바오야마역(일본어: 丹波大山駅, たんばおおやまえき 탄바오오야마에키[*])은 일본 효고현 단바사사야마시에 위치한 서일본 여객철도의 역이다. 이 역에서부터 북쪽 구간은 모두 어번 네트워크 범위 바깥이기 때문에 교통카드를 사용할 수 없다.

## 역 구조
교환 설비가 갖추어진 섬식 승강장으로 1면 2선의 지상역이다. 역사와는 승강장 서쪽의 과선교로 연결되어 있다. 무인역으로 개찰기 등이 없으며 자동발권기만 역사 안에 설치되어 있다. 따라서 개표는 차내에서 이루어진다.

### 승강장
| 1・2 | ■ 후쿠치야마 선 | (하행) | 후쿠치야마 방면          |
| 1・2 | ■ 후쿠치야마 선 | (상행) | 사사야마구치 · 산다 방면 |

쌍단선 구조로 1번 승강장은 상하행 본선, 2번 승강장은 상하행 부본선이다. 보통 상하행 열차 모두 1번 승강장에 발착한다. 2번 승강장은 양방향 열차가 동시에 도착했을 때 한쪽 방향 열차가 사용한다. 단바오야마 역에서 단바타케다역까지의 모든 도중역이 방향별 교환이 가능하다.

## 역사
- 1899년 5월 25일: 한카쿠 철도 사사야마구치 ~ 가이바라 간에 연장하여 개업.
- 1907년 8월 1일: 국유화에 따라 일본국유철도 소속이 되었다.
- 1909년 10월 12일: 노선 명칭 제정에 따라 한카쿠 선의 일부가 되었다.
- 1912년 3월 1일: 노선 명칭 개정에 따라 한카쿠 선의 후쿠치야마 선 이남이 후쿠치야마 선으로 개칭되어 그 일부가 되었다.
- 1987년 4월 1일: 민영화에 의해 서일본 여객철도의 소속이 되었다.
- 2003년 11월 1일: 이코카의 사용이 개시되었다.

## 인접정차역
| 서일본 여객철도 후쿠치야마 선 | 서일본 여객철도 후쿠치야마 선 | 서일본 여객철도 후쿠치야마 선 |
| ----------------------------- | ----------------------------- | ----------------------------- |
| 사사야마구치 오사카 방면      | ■ 후쿠치야마 선               | 시모타키 후쿠치야마 방면      |